# Rathkeale
Rathkeale (irl. Ráth Caola) – miasto w zachodnim hrabstwie Limerick w Irlandii. Znajduje się około 30 km na południe od Limerick w kierunku Tralee. Znane jest ze znaczącej populacji Irish Travellers.
Populacja Rathkeale liczy 1550 mieszkańców.